# Ланари, Алехандро
Алехандро Фабио Ланари (исп. Alejandro Fabio Lanari; род. 2 мая 1960 Буэнос-Айрес) — аргентинский футболист, вратарь.

## Клубная карьера
Профессиональную карьеру начал в 1980 году в «Спортиво Итальяно», где играл до 1986 года, приняв участие в более 200 матчей. Впоследствии он перешёл в «Росарио Сентраль». Ланари помог «Росарио» стать чемпионом Аргентины в сезоне 1986/87.
В 1991 году перешёл в мексиканский клуб «УАНЛ Тигрес». В 1995 году вернулся в Аргентину и играл за «Расинг (Авельянеда)». В следующем сезоне играл уже за «Архентинос Хуниорс». В 1996 году клуб выбыл в Примеру B Насьональ. В 1997 году стал вратарём «Бока Хуниорс», в котором в 1998 году, в возрасте 38 лет, завершил карьеру.

## Карьера за сборную
Единственный матч за сборную Аргентины Ланари — последний матч групповой стадии Кубка Америки 1991 против сборной Перу. В том матче Алехандро пропустил 2 гола, а матч завершился победой Аргентины со счётом 3-2.

## Достижения

### Клубные
- Чемпион Аргентины: 1986/87

### Сборная
- Обладатель Кубка Америки: 1991